# سفيان الله خان
سفيان الله خان (13 مارس 1979 بمنطقة دير في باكستان - ) هو لاعب كرة قدم باكستاني في مركز الهجوم. شارك مع منتخب باكستان لكرة القدم. أما مع النوادي، فقد لعب مع Pak Elektron Limited FC ‏.

## وصلات خارجية
- سفيان الله خان على موقع قاعدة بيانات كرة القدم.إي يو (الإنجليزية)
- سفيان الله خان على موقع ناشيونال فوتبول تيمز (الإنجليزية)
- سفيان الله خان على موقع GSA (الإنجليزية)